# C36H66
化学式C36H66（摩尔质量：498.91 g/mol）可能指：
- 1,3,5-三癸基苯，CAS号：87969-78-6
- 三十六碳-17,19-二炔，CAS号：68183-16-4
- 六戊基苯，CAS号：1071043-01-0
- 环三十六碳-1,13,25-三烯，CAS号：34458-51-0

|  | 这个同类索引页列出了具有相同分子式的化学物（即同分異構體）条目。 除非您是有意链接至本页，否则应将相应条目的内部链接指向正确的条目。 |